# Markranstädt
Markranstädt est une ville de Saxe (Allemagne), située dans l'arrondissement de Leipzig, dans le district de Leipzig, située 10 km au sud-ouest de Leipzig.

## Quartiers, lieux-dits et écarts
Markranstädt comprend les quartiers et écarts suivants : Albersdorf, Altranstädt, Döhlen, Göhrenz, Großlehna, Kleinlehna, Meyen, Quesitz, Räpitz, Schkeitbar, Schkölen, Thronitz, Kulkwitz, Gärnitz, Seebenisch, Lindennaundorf, Frankenheim et Priesteblich.